# Егоркино (Магаринское сельское поселение)
Его́ркино (чув. Егоркино) — деревня в Шумерлинском районе Чувашской Республики. Входит (с 2021 года) в Шумерлинский муниципальный округ, ранее в Магаринское сельское поселение.

## География
Деревня находится на административной границе с Красночетайским районом, на правобережье р. Кумажана.
улица одна — Весенняя.
Географическое положение
Расстояние до Чебоксар 125 км, до райцентра 25 км, до ж.-д. станции 25 км.
Ближайшие населенные пункты
- пос. Комар ~ 1 км 293 м
- пос. Покровское ~ 1 км 41 м
- д. Верхний Магарин ~ 1 км 64 м
- пос. Полярная Звезда ~ 1 км 68 м
- пос. Автобус ~ 2 км 412 м
- д. Нижний Магарин ~ 2 км 683 м

## Название
Название деревни произошло от имени Егор, по имени первого жителя Сундрякова Егора Прокопьевича, первого председателя местного колхоза.

## История
Возникла в 1926 году, во 2-й половине 1920-х годов («Чувашская энциклопедия»). Известны имена первых жителей, выходцев из деревни Хозанкино Красночетайского района: Сундряков Егор Прокопьевич, Ейков Игнатий Федорович, Пашкуртов Андрей Матвеевич.
В 1928 году («Чувашская энциклопедия»), по другим данным в 1931 году организован колхоз «Полярная звезда».
административно-территориальное деление
- 1929—1935 — в составе Красночетайского района
- 1935—1965 — в составе Шумерлинского района
- 1965—1966 — в составе Шумерлинского горсовета
- с 1966 — в составе Шумерлинского района

Законом Чувашской Республики от 14.05.2021 № 31 к 24 мая 2021 году Магаринское сельское поселение было упразднено и Егоркино (Магаринское сельское поселение)
вошёл в состав Шумерлинского муниципального округа

## Население
| 2010 | 2012 |
| ---- | ---- |
| 36   | ↗37  |

Национальный состав
чуваши
Историческая численность населения и гендерный состав
Число дворов и жителей: в 1939 — в 1939 — 70 муж., 40 жен.; 1979 — 31 муж., 40 жен.; 2002 — 20 дворов, 40 чел.: 17 муж., 23 жен.; 2010 — 16 част. домохозяйств, 36 чел.: 16 муж., 20 жен.

## Инфраструктура
Жители занимались земледелием, местными промыслами.

## Транспорт
Развит автомобильный транспорт.
Остановка общественного транспорта «Егоркино».
Проходит автодорога 97Н-007, с выездом к республиканской автодороге P231 «Сура».